# 松居圭一郎
松居 圭一郎（まつい けいいちろう、1994年6月5日 - ）は、日本の男子バドミントン選手。日立情報通信エンジニアリングバドミントン部所属。2022年から2023年まで、バドミントン日本代表ナショナルチームAに選出されていた。

## 経歴
2012年の世界ジュニア選手権の日本代表に選出され、混合団体銀メダルを獲得した。また、アジアジュニア選手権では混合団体で金メダルを獲得した。
2016年には、全日本学生選手権の男子ダブルスで、玉手勝輝とのペアで優勝した。
2017年に日立情報通信エンジニアリングのバドミントン部に入部。大学時代の先輩である竹内義憲とペアを組み始める。
2021年にバドミントン日本B代表に選出され、翌2022年にはA代表に選出された。
2024年からは竹内義憲とのペアを解消し、再び玉手勝輝とペアを組む。